# Колльяр, Рене
Рене́ Коллья́р, в замужестве Феро́ (фр. Renée Colliard-Feraud; 24 декабря 1933, Женева - 15 декабря 2022) — швейцарская горнолыжница, специалистка по слалому. Представляла сборную Швейцарии по горнолыжному спорту в середине 1950-х годов, чемпионка зимних Олимпийских игр в Кортина-д’Ампеццо, чемпионка мира, победительница швейцарского национального первенства.

## Биография
Рене Колльяр родилась 24 декабря 1933 года в Женеве. Училась на фармацевта в Женевском университете и одновременно с этим серьёзно занималась горнолыжном спортом в местном клубе.
Наибольшего успеха в своей спортивной карьере добилась в возрасте 22 лет в 1956 году, когда в слаломе одержала победу на чемпионате Швейцарии, вошла в основной состав швейцарской национальной сборной и заняла второе место на престижных международных соревнованиях серии SDS в Гриндельвальде. Благодаря череде удачных выступлений удостоилась права защищать честь страны на зимних Олимпийских играх в Кортина-д’Ампеццо — по сумме двух попыток заняла в слаломе первое место, опередив ближайшую преследовательницу более чем на три секунды, и завоевала тем самым золотую олимпийскую медаль. Поскольку здесь также разыгрывалось мировое первенство, дополнительно получила статус чемпионки мира по горнолыжному спорту.
После Олимпиады Колльяр осталась в главной горнолыжной команде Швейцарии и продолжила принимать участие в крупнейших международных соревнованиях. Так, в 1958 году она отправилась на чемпионат мира в Бадгастайне, но в результате падения получила серьёзные травмы и вынуждена была завершить спортивную карьеру.
Окончив в 1960 году Женевский университет, вышла замуж (взяла фамилию мужа Феро) и переехала на постоянное жительство в горнолыжный курорт Монтана кантона Вале, где открыла собственную аптеку.